# Hypsicera huma
Hypsicera huma är en stekelart som beskrevs av Ian D. Gauld och Sithole 2002. Hypsicera huma ingår i släktet Hypsicera och familjen brokparasitsteklar. Inga underarter finns listade i Catalogue of Life.